# 建構主義 (國際關係)
建构主义是一种用来解释国际关系的思维方式。 建构主义者认为，国际关系是社会属性的，并且在不断变化和发展。 他们坚信，任何社会人的行为都会受到公认的社会传统、社会习惯和个人身份的制约或改变。然而，在他们的方法层面，又有不同。一些人比较慎重，考虑到范围更大的听众，在措辞或者语言上留出了与主流学派对话的空间。另外一些人则直击主题，对目前存在的问题提出了严厉批判。

## 发展
建构主义起源於20世纪冷戰結束後，由亚历山大·溫特在1990年發表了他的期刊文章：「無政府狀態是國家建構造成的：实力政治的社会建构」，为新学说奠下了基石。当今世界中的主流观点是现实主义，现实主义学者普遍认为国与国之间受到权力政治（power politics）的深刻影响。而温特的著作则认为此種權力政治乃由社会观念建构成的，所以对现实主义学说的根基有很大挑战。1999年，温特出版了《国际政治的社会理论》（Social Theory of International Politics）。
有影响力的建构主义学者包括 Martha Finnemore，Kathryn Sikkink，Peter J. Katzenstein和亚历山大·温特。
建构主义曾一度被认为是理性主义和后结构主义之间的中间地带，但是结构主义业发展成了两个不同的方向，一个是传统的建构主义，也就是这里提到的中间地带，和激进的建构主义，包括后结构主义。
后来，建构主义作为中间地带的地位发生了转变。传统和激进建构主义的不同主要体现在对客观世界存在的假设上，传统建构主义认同这一观点，而激进主义则认为世界是由语言构成的，我们既可以纯粹直接地去认识世界，也可以认为世界是被特定的理论元素不断组织和构成的。
建构主义一致认为语言作为世界的一面镜子，与纯粹的主观解释之间有一个中间的理解，它把世界看作是遵循法则的一种语言解释。也就是说，遵循法则的行文是一种对世界的诠释，但是我们应该把这些诠释规定在不同的法则里。语言的使用是社会性的一种表现，我们用语言来适应社会生活。对于语言的学习不仅仅是在学习词语上，而是学习如何与世界互动。比如承诺，威胁，撒谎等等，这些言语行为是适当又有意义的。扩展来说，假说、投票、利用武器等，都是语言的一种体现。语言的使用是在世界中作为的一种体现，没有语言，我们就不能与其他人沟通，在世界中表现自己，有独立的个人思考以及表达情绪。因此，一致的构建主义借助语言的方式将研究重点转移到了通过语言来对课题分析的意义，规则，法则做出判断，且更加关注社会行为的目的而非个人目的。
理性主义和建构主义的不一致是对因果论的看法。拿美国总统布什侵略伊拉克原因的阐述为例，我们可以推测很多潜在的原因，比如说掠取石油，完成海湾战争中未完成的生意，对萨达姆武器的破坏，或者人权因素。但是，战争发生的原因究竟是什么，除非我们准确的知道布什脑袋里的想法，不然我们不可能知道其原因，所以我们通过其他的方式来推断，是一种把“怎样”变成“可能”的方式。

## 理论
与新現實主義和新自由主義不同的是，建构主义认为人、组织或国家的行为都是社会建构的，并不遵循一个不变的秩序或原理。亚历山大·温特提出了建构主义的两个核心概念：
一、人类的社会结构是由人类社会的主流观点塑造成的，而不是由物质力量驱使成的；
二、社会舞台上出现的角色受到的影响来自于他们的認同和利益、而不是本性。

### 研究领域
很多建构主义学者通过仔细考量个体和组织的目标、威胁、恐惧、文化、身份和其他因素来分析国际关系。Elizabeth Kier 等就曾经向现实主义的军事、安全理论提出挑战。另一种思路通过建构主义来了解国家主权的演变。在国际政治经济学中，建构主义还在一个初期发育阶段。这个领域的著作包括Jalal Alamgir的《印度的开放经济政策：全球主义，竞争和延续》。
通过研究政治、外交辞令对社会现实的影响，建构主义者被认为比现实主义者要更乐观。
建构主义通常与现实主义、自由主义三足鼎立，有时还会和女权主义和马克思主义相提并论。溫特自認為是「弱式建構主義者」，以與傾向「解構主義」的其他學者劃清界限。激進的建構主義論者進一步質疑「國家」自身作為行動單位的正當性。